# Стоколос волотистий
Стоколос волотистий, бромус волотистий (Bromus scoparius) — вид рослин із родини злакових (Poaceae).

## Біоморфологічна характеристика

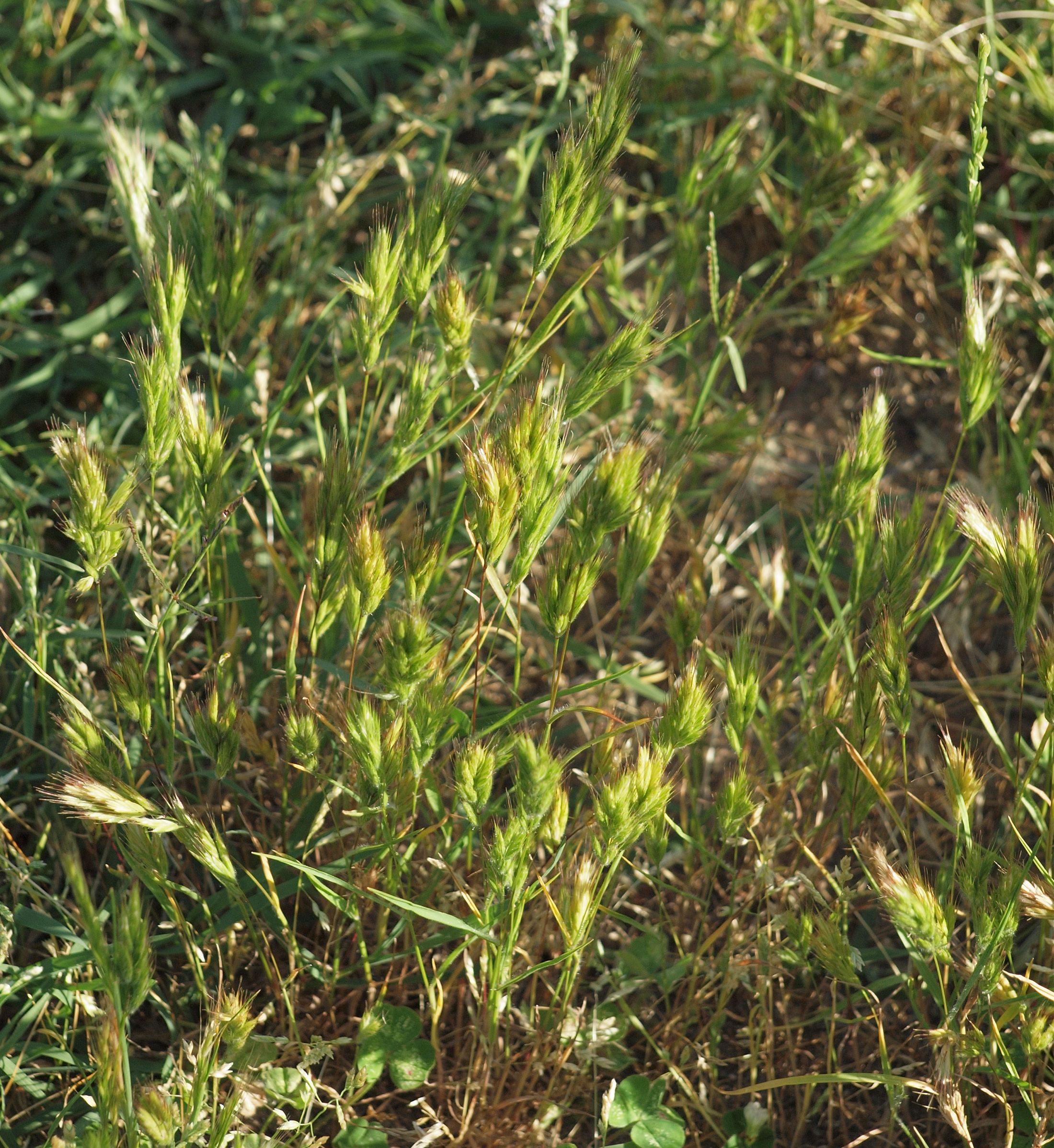

Ця однорічна трав'яниста рослина. Стебла прямовисні чи колінчасто висхідні, 10–50 см заввишки. Листкові піхви голі чи волосаті. Листові 3–20 см × 1.5–6 мм, волохаті з обох боків. Суцвіття — відкрита чи скорочена волоть, довгаста чи зворотно-яйцювата, завдовжки 1–7 см, ушир 5–30 мм. Колосочки поодинокі, сидячі. Колосочки 5–10-квіточкові зі зменшеними квіточками на верхівці, довгасті чи яйцюваті, стиснуті збоку, 10–15 мм завдовжки й 2–3 мм ушир, розпадаються у зрілості, розчленовуючись під кожною родючою квіточкою. Колоскові луски стійкі, схожі, коротші від колосочка; нижня — ланцетна, завдовжки 3–5.5 мм, 0.6–0.9 довжини верхньої луски, без кілів, 3(5)-жилкова, поверхня луски гола, верхівка гостра; верхня — ланцетна, завдовжки 5–7 мм, 0.75 довжина суміжної родючої леми, без кілів, 5–7-жилкова, поверхня луски гола, верхівка гостра. Родюча лема ланцетна чи довгаста, 7.5–9 мм завдовжки, 1.5–3 мм ушир, трав'яниста, без кіля; 7–9-жилкова, поверхня гола чи опушена, вершина зубчаста, 1-остюкова. Палея трохи коротша від леми і з війчастим кілем. Верхівкові безплідні суцвіття, схожі на плодючі, але недорозвинені. Зернівка волосиста на верхівці; верхівка м'ясиста. 2n = 14.

## Середовище проживання
Вид зростає від Середземномор'я (південь Європи північ Африки) до північнозахідної Індії й Сіньцзяна; інтродукований до Чилі, США, південносхідного Китаю.
Населяє пустки, вологі поля.
В Україні вид росте на сухих схилах та бур'янах — у південному Криму, дуже рідко, ймовірно занесений.